# الجشة

الجشة إحدى قرى الأحساء في المنطقة الشرقية بالمملكة العربية السعودية.
قرية الجشة: سبب التسمية لكثرة مرابط الخيل بها قديما وأكثر أهلها قبائل عربية صريحة النسب وهم من أهل السنة والجماعة، يشرب أهلها من أبار ارتوازية، وفيها مدرسة ابتدائية وأربعة مساجد آخر القرى الشرقية 